# 舍伍德 (阿肯色州)
舍伍德（英語：Sherwood）是一個位於美國阿肯色州普拉斯基縣的城市。

## 地理
舍伍德的座標為34°49′51″N 92°12′41″W / 34.83083°N 92.21139°W，而該地的平均海拔高度為100米（即328英尺）。

## 人口
根據2020年美國人口普查的數據，舍伍德的面積為54.79平方千米，當中陸地面積為53.73平方千米，而水域面積為1.06平方千米。當地共有人口32731人，而人口密度為每平方千米595人。